# Црква Свете Тројице у Врмџи
Црква Свете Тројице у Врмџи, насељеном месту на територији општине Сокобања припада Епархији тимочкој Српске православне цркве.
Црква посвећена Светој Тројици саграђена је од тврдог материјала 1818. године, а дозиђивана је 1892. године. Иконостас је живописао Милисав Марковић из Kњажевца, 1894. године, две деценије пре него што ће израдити иконостас у Цркви Преображења Господњег у Сокобањи. У народу постоји прича да црква датира из 13. века, да је три пута паљена, да је садашња саграђена на старим темељима на манастирском имању и да је богомољу, у време зулума друговерника Турака, спасао ферман турског старешине из Сокобање, издат у знак захвалности за оздрављење сина, оболелог од суманутости.
Уз цркву стоји звонара са два звона. Једно је поклон трговца из суседног села Шарбановца и на њему пише: Сије (ово) звоно поклања цркви Црковачкој у Врмџи Станко Петровић 1854 год. На другом звону пише: Љубисав Милетић трговац из Врмџе поклања ово звоно цркви Црковачкој за спомен свој и своје супруге 1897 год.
Народ се окупља о великим празницима, нарочито на Божић и Ускрс, на Тројицу (у јуну) и на Петровдан.